# Cantiere navale romano di Stifone
Il cantiere navale di Stifone è un sito archeologico, si suppone di origine addirittura Etrusca, rinvenuto nel 1969 in Umbria, in località Le Mole del comune di Narni (TR), all'interno di un canale artificiale adiacente al corso del Nera, circa 900 metri più a valle rispetto alla frazione di Stifone. La sua posizione è a ridosso di quello che era forse il porto fluviale dell'antica Narnia.
Alcuni di questi resti sono ancora visibili nell'alveo del fiume. 
Il prof. Alvaro Caponi, docente, artista e appassionato  di archeologia, che si è occupato di numerose ricerche effettuate in loco, tiene a precisare come l'origine del sito non possa che essere addirittura anteriore alla fase romana: troppi indizi ed elementi storici inducono a pensare come tutta l'opera, la propria minuziosa e ricercata collocazione strategica (lontano dal mare, lontano da attacchi nemici), fossero in origine frutto dell'ingegnosa inventiva del popolo etrusco.
Elementi a suo dire a favore delle origini etrusche del sito archeologico:
1. la presenza di grosse pietre informi, dalla facciata spianata, assemblate con pochissima malta, senza l'impiego dell'"opus caementicium" caratteristico viceversa delle costruzioni romane;
2. lo studio della funzione idrodinamica del Porto che per la sua geniale complessità e funzionalità è attribuibile plausibilmente all'ingegneria idraulica etrusca;
3. il ritrovamento di numerose antiche e pesanti ancore di pietra evidentemente dismesse in epoca romana e la cui produzione ed utilizzo erano attribuibili secondo Plinio il Vecchio al popolo Etrusco;
4. la presenza di un bacino idrografico tra i più grandi d'Italia fatto di centinaia di rigagnoli, sorgenti, veri e propri fiumi sotterranei dalla provenienza ancora sconosciuta che concorrono ad alimentare la portanza del fiume Nera in quel preciso punto, rendendolo navigabile proprio prima della sua confluenza nel fiume Tevere nei pressi di Orte, sulla direttrice fluviale per il mar Tirreno;
5. la protezione strategica offerta dalle sovrastanti "gole" dal taglio fendente, così come l'abbondanza di legname adatto alla produzione cantieristica navale presente e disponibile nelle rigogliose foreste delle montagne circostanti (Teofrasto racconta come gli Etruschi abbattessero nelle foreste alberi talmente alti che il solo tronco bastava a fabbricare la chiglia di una grande nave);
6. la chiara citazione di Virgilio quando nel libro VII, 716 dell'Eneide (le cui vicende sono collocate intorno al sec. XIII a.C.), parla della necessità del Re Turno (sentitosi minacciato dall'approdo di Enea nelle coste laziali) di far giungere nel luogo della battaglia, in soccorso delle proprie truppe, una flotta di navi partite da Orte ("hortiniae classes"): difficile pensare, in tale contesto storico-poetico, a luogo più adatto del Porto-cantiere di Stifone, posto nelle immediate vicinanze di Orte, per assemblare, nascondere e preparare alla battaglia navi da guerra che giungessero, eventualmente, in soccorso di Turno ed avessero facile accesso al mare.

Pertanto, niente vieta secondo lo stesso Caponi che lo stesso Cantiere navale, oltre al Porto, sia di origine etrusca e che anch'esso sia stato successivamente utilizzato dai Romani, ai quali, in questo caso, si sarebbe presentata solo la necessità di eseguire lavori di ristrutturazione con l'utilizzo successivo anche dell'"opus caementicium".
Tali ipotesi sono del tutto ipotetiche e prive di riscontri scientifici   debitamente accertati. 

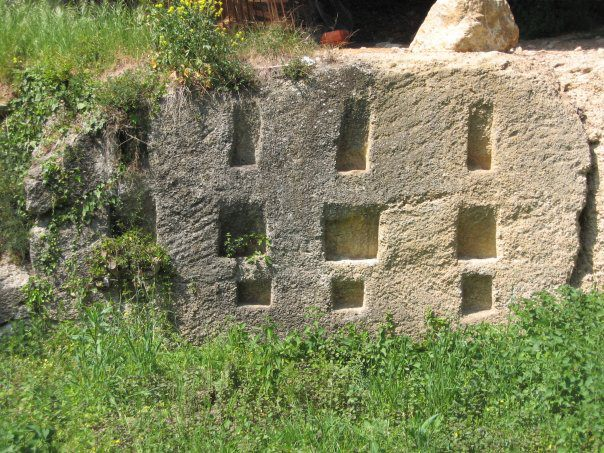
Resti di un presunto Cantiere Navale di Stifone

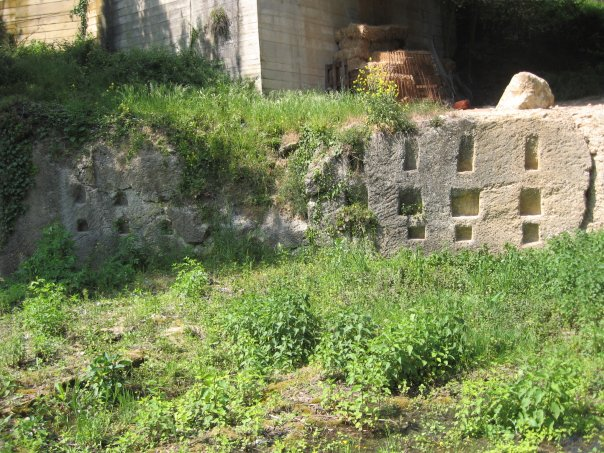
Resti di un presunto Cantiere Navale di Stifone

## Il cantiere nella storiografia locale
Già prima del rinvenimento, la storiografia locale aveva supposto l'antica presenza di una simile struttura, riprendendo dei racconti popolari tramandatisi nel corso dei secoli. Afferma in proposito il primo sindaco della Narni liberata, Rutilio Robusti:
(Rutilio Robusti, Narni, guida della città e dintorni, 1924)
L'idea era stata poi ripresa da altri autori, quali Italo Ciaurro e Guerriero Bolli, il secondo associando il cantiere al periodo bizantino (V-VI secolo d.C.).
Non supportata dalle evidenze, quella di una struttura cantieristica era rimasta comunque una storia poco indagata, così da non potersi stilare un quadro conoscitivo che andasse oltre la semplice menzione. Quindi, prendendo alla lettera la citazione di Robusti e seguendo i dettami della logica tutto lasciava ricondurre ad un sito atto alla costruzione di zattere fluviali, destinate al trasporto delle merci o delle persone. Però, una volta avvenuto il ritrovamento e constatate le significative dimensioni dell'opera (nonché lo sforzo umano che si intuisce dietro alla sua realizzazione), il campo ha lasciato immediatamente spazio ad altre letture più suggestive: tra le più interessanti troviamo quella di un collegamento con i fatti bellici di Roma legati alle Guerre puniche (III-II secolo a.C.).

## L'antica navigabilità del fiume Nera
Che il Nera venisse anticamente navigato, come tramite per i trasporti del comprensorio umbro verso Roma, lungo la via naturale che prosegue ad Orte con il fiume Tevere, si ricava dalle testimonianze di autori classici quali Strabone e Tacito. Il geografo greco fa riferimento a "imbarcazioni non di grosse dimensioni", lo storico latino descrive invece nel dettaglio il viaggio del console Gneo Calpurnio Pisone e di sua moglie Plancina che, nel 19, di ritorno a Roma dalle province della Siria, decidono di lasciare la Via Flaminia e di imbarcarsi appunto a Narni.
(Tacito, Annales, III, 9)
Quando si parla di navigabilità ci si riferisce tuttavia generalmente solo all'ultimo tratto del fiume, compreso fra Stifone e la confluenza del Nera con il Tevere. Le strette gole sotto Narni rendono infatti impossibile tale pratica, per quanto alcuni autori avessero ipotizzato la presenza di un antico punto per l'imbarco già a partire dalla città di Terni. Di una simile struttura si ha invece notizia certa relativamente all'altra frazione narnese di Guadamello, qualche chilometro a valle lungo il fiume rispetto a Stifone: qui esisteva uno scalo fluviale detto porto di Santa Lucida, citato dalle Riformanze Narnesi del 1533.

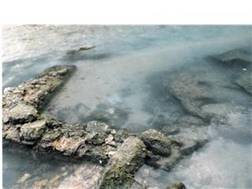
Resti del porto romano

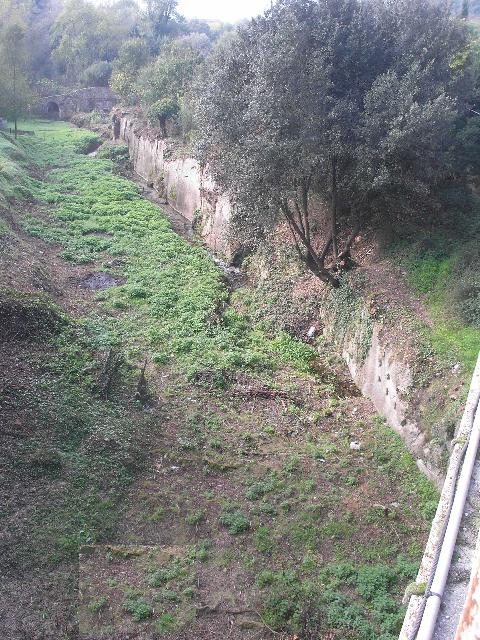
La struttura del Cantiere Navale, foto eseguita e concessa da Giuseppe Fortunati

## La posizione ed il rinvenimento del porto fluviale e del cantiere navale
Grazie ad un contributo lasciato nel XVI secolo dal gesuita Fulvio Cardoli si hanno le coordinate geografiche dell'antico porto fluviale di Narni, le cui vestigia erano ancora visibili ai suoi tempi, come dimostrano queste parole:
(F. Cardoli, Ex notis Fulvij Carduli S.J. presbyteri Narniensis de Civitatis Narniae, Origine et antiquatibus)
Ed è ancora in tale posizione che viene accertato da un informatore del marchese Giovanni Eroli nel 1879, in occasione di un suo carteggio con il primo bibliotecario di Terni, Ettore Sconocchia, che aveva come riferimento proprio la navigabilità del fiume Nera. Dal resoconto si evince tuttavia come i suoi resti fossero da considerarsi di scarsa significatività (due grossi pilastri per legarvi le barche).
Della precisa posizione del porto non si parla più nei contributi successivi, tanto da ritenerlo tacitamente sommerso dopo l'innalzamento del fiume avvenuto a causa della costruzione di dighe, di cui consistente quello avvenuto nel 1939 per opera della Soc. Valdarno. I resti del porto, a differenza di quanto si riteneva, sono però rimasti sempre lì dove erano stati visti dal gesuita e segnalati al marchese Eroli.
Verso la fine degli anni Sessanta il prof. Alvaro Caponi, dopo avere acquistato un vecchio molino sul fiume Nera, in località Le Mole (a Nera Montoro di Narni), si accorse, dopo una piena invernale, che il fondale del fiume si era ripulito lasciando affiorare una grossa struttura in pietra sulla sponda destra, che egli fotografò nel 1969. Il prof. Caponi pensò subito che si trattasse dei resti del porto fluviale citato da Fulvio Cardoli, porto che non poteva essere cercato più a monte dove il fiume, restringendosi in piccola cascata, diventa impetuoso e non navigabile. Nel 1992 l'archeologo locale e speleologo Roberto Nini e, qualche anno dopo, Daniela Monacchi, in qualità di Soprintendente archeologico dell'Umbria, nomineranno il porto, riportando le indicazioni di Cardoli, in un'ottica più contestualizzata alla storia del territorio. Del resto Fulvio Cardoli aveva fornito delle coordinate precise, dicendo: “[…] Esistono ancor oggi, in ripa ad esso fiume, passato il Castel di Taizzano, un tre miglia da Narni, alcune vestigia del porto, dove alfin la Nera, dopo aver lottato, strettamente rinchiusa tra mezzo altissimi monti, contro l'impaccio degli scogli e de' sassi del suo letto, incomincia a sostenere le barche, ed ivi veggonsi pure i ferrei anelli impiombati nel vivo sasso, ai quali siccome a palo ferrato legavansi le barche […]”. 
Dopo il ritrovamento del 1969, Roberto Nini inizialmente ipotizzò che si trattasse dei resti di un antico molino, ma incoraggiato dal ritrovamento delle strutture verosimilmente portuali, continuò l'esplorazione dei luoghi adiacenti, indagando là dove il gesuita Cardoli non si era spinto perché “alcuni strati di acque stagnanti impedivano di fare innanzi”. Queste ricerche lo portarono a scoprire un'altra area archeologica che, per la vicinanza al porto e per le sue caratteristiche, si configurava come un cantiere navale, vicino al quale, sulla opposta sponda del fiume, era situata una cava laboratorio per ancore in pietra. La notizia del ritrovamento del porto e del cantiere navale venne divulgata (gennaio 1992) e riproposta (aprile 1997) dall'emittente locale ternana “Tele Galileo” nel corso di due trasmissioni condotte da Wilma Lomoro a cui partecipò lo stesso prof. Caponi. A gennaio del 2006, nel corso di un'ulteriore trasmissione, viene annunciata l'imminente pubblicazione (aprile 2006) del volume I segreti del porto etrusco e il cantiere navale di Narnia, in cui Alvaro Caponi raccoglie e documenta i risultati di anni di studi.
Nel 2006 è nata l'associazione culturale Porto di Narni Approdo d'Europa con lo scopo di porre il sito archeologico all'attenzione delle istituzioni. Il 29 gennaio 2006 sono intervenute sul posto le telecamere di Rai 3 Umbria, mentre il 26 marzo 2006, in una visita guidata ai reperti organizzata dai soci, anche il sindaco di Narni Stefano Bigaroni ha voluto accertarsi di persona circa l'entità del reperto. Gli studi condotti dai volontari, con l'avallo di alcuni esperti dell'Università degli Studi di Perugia per conto di una casa editrice, hanno poi faticato per reperire i fondi necessari per la pubblicazione. Nel febbraio del 2012 è stata pubblicata una ricerca scritta da Christian Armadori, con l'obiettivo di stimolare il recupero dell'area archeologica e di incentivare gli studi sul luogo.

## La struttura del cantiere navale
I resti si trovano all'interno di un canale artificiale scavato nella roccia, lungo circa 280 m, un tempo unito al fiume Nera, a monte ed a valle, come rilevano alcune mappe catastali. Si tratta di due pareti tagliate, opposte e distanti l'una dall'altra circa 16,5 m, che presentano una serie di buchi squadrati su tre file, per un totale di 30 incisioni a parete secondo le misurazioni effettuate sul posto da chi si era preso cura di ricostruirne il disegno (sono 27 in totale quelli ancora visibili). La funzione di tali fessure è stata interpretata facendo riferimento al bisogno di stabilità dell'imbarcazione in fase di assemblaggio, potendo fare da incassi per l'inserimento laterale di puntelli a sostegno. Intervallandosi i buchi per circa 13m a parete, e considerando come la puntellatura non riguarderebbe prua e poppa (ovvero le parti più sottili di un'imbarcazione), le misure sono parse piuttosto consistenti per dei semplici zatteroni fluviali, tanto più considerando la notevole distanza tra una parete e l'altra. Si è preferito finora adoperare prudenza nel parlare di quinqueremi o triremi romane senza avere i necessari raffronti, specie se si considera come neppure gli storici abbiano stabilito con esattezza la misura di tali navi da guerra. Si è tuttavia concordi nel parlare di imbarcazioni a ridotto pescaggio quindi potenzialmente adatte per discendere l'ultimo tratto del fiume Nera, copiosissimo, prima di gettarsi nel Tevere. Le ragioni di una struttura cantieristica piuttosto lontana dal mar Tirreno, ma comunque ad esso ben collegata attraverso la via d'acqua, si rifanno invece all'abbondanza di materie prime offerte dal territorio dell'Umbria (legname di diversa qualità), con il comprensorio narnese caduto sotto la dominazione romana già dal 299 a.C. È interessante poi constatare come gli autori classici del periodo, incluso quel Polibio da ritenersi lo storico per eccellenza delle Guerre puniche, non abbiano fornito grosse indicazioni rispetto alla posizione dei diversi arsenali romani. L'esigenza di sicurezza potrebbe collegarsi alla scelta di costruire imbarcazioni nell'entroterra, senza quindi esporsi alle potenziali minacce nemiche dal mare. Ed è difatti all'interno della città di Roma, nella zona del Campo Marzio, che gli storici moderni pongono la collocazione dei "Navalia", dovendosi ritenere che quella di Stifone, laddove venisse confermata una qualsiasi attinenza con quel periodo, possa essere stata solo una delle diverse strutture cantieristiche utilizzate all'epoca. Noto peraltro quanto fu imponente lo sforzo bellico che nel 261 a.C. vide la flotta romana scendere sul mare a combattere contro Cartagine nella prima guerra punica. Doveroso però ribadire come, per alcuni aspetti della scoperta, si tratti al momento di ipotesi generalmente condivise ma ancora al vaglio.

## Gli altri reperti emersi nella zona
Che la zona a ridosso del porto romano avesse potuto ospitare in passato un certo insediamento abitativo era emerso da tutta una serie di reperti venuti alla luce dai terreni circostanti. Nel 1914 venne accertata la presenza nei pressi di un antico bagno termale(l'area è ricchissima di sorgenti), mentre due lapidi vennero rispettivamente in superficie poco distanti nel 1850 e nel 1970 Ad avvalorare l'importanza che dovette avere la zona in epoca romana ha inoltre contribuito la scoperta, ad opera di A. Caponi nel maggio 2007, di una cisterna lunga circa 25 metri, proprio a poca distanza dal Cantiere e che in antichità i Romani considerassero quella specifica parte dell'Umbria pure per la sua importanza strategica lo rivela un passo di Tito Livio da riferirsi all'anno 207 a.C. Intercettata una corrispondenza tra Asdrubale Barca e suo fratello Annibale Barca, le legioni decisero di sbarrare il passo al nemico nelle vicinanze di Narni, dovendosi ritenere che il fatto avvenne nelle immediate prossimità del Cantiere Navale viste le indicazioni geografiche fornite dall'autore
(Tito Livio, Ab Urbe condita libri, XXVII)
La stretta gola che si apre sull'Umbria è infatti proprio quella alle spalle dell'area archeologica, la cui ubicazione è esattamente allo sbocco di essa.

## Fruibilità dell'area archeologica
I resti archeologici del Cantiere Navale, nonostante gli appelli, si trovano ancora oggi in stato di abbandono, avvolti dalla vegetazione e circondati da acque stagnanti, con il rischio che la testimonianza possa subire ulteriori danni che ne mettano a repentaglio la già parziale integrità. L'area, soggetta peraltro al rischio di piene improvvise, vista la presenza di dighe più a monte, è di proprietà della multinazionale dell'energia Endesa Italia: l'organizzazione di eventuali visite guidate deve sottostare quindi al rilascio di particolari permessi per l'accesso all'area di proprietà privata. Inoltre, tutta la zona, interessata in epoca medievale da una fiorente industria basata sui mulini ad acqua, sia stata fortemente stravolta nella sua originaria natura.